# Pepe Sánchez
Juan Ignacio Sánchez ou Pepe Sánchez (Bahia Blanca, 8 de Maio de 1977) é um basquetebolista profissional argentino.